# Gilles Boulet
Pour les articles homonymes, voir Boulet (homonymie).
Gilles Boulet est un professeur, recteur d'université et écrivain québécois né à Québec le 5 juin 1926 et décédé aux Escoumins le 8 octobre 1997. 

## Biographie
Gilles Boulet a étudié au Séminaire Saint-Joseph de Trois-Rivières, à l'Université catholique de Paris et à l'Université Laval. Il est professeur d'histoire et de littérature au Séminaire Sainte-Marie de Shawinigan jusqu'en 1960,. Prêtre catholique, il quitte les ordres après 1965.
Il est à la tête du Centre d'études universitaires de Trois-Rivières de 1960 à 1969, puis, lorsque le centre devient l'Université du Québec à Trois-Rivières, premier recteur de cette institution. 
Par la suite il est président de l'Université du Québec de 1979 à 1989 et contribue grandement à l'expansion de l'UQ en établissant des composantes à Hull (aujourd'hui l'Université du Québec en Outaouais) et en Abitibi-Témiscamingue (Université du Québec en Abitibi-Témiscamingue). De 1981 à 1983 il est président de la Conférence des recteurs et des principaux des universités du Québec. Il s'est également impliqué dans l'Association des universités partiellement ou entièrement de langue française et l'Association des universités et collèges du Canada.
De 1989 à 1997, il dirige le Musée des arts et traditions populaires du Québec.
Gilles Boulet a créé, en 1980, l'Organisation universitaire interaméricaine (OUI), seul espace universitaire commun à l’échelle du continent américain.
En compagnie notamment de Denis Vaugeois, de Jacques Lacoursière et de Mgr Albert Tessier, il a créé le journal Le Boréal Express. Il a été un des fondateurs des Éditions du Boréal en 1963.
Il nomme Livia Thür, économiste et sociologue, vice-rectrice à l'enseignement et la recherche, première femme à accéder à ce poste au Québec.

## Distinctions
- 1978 - Grand prix littéraire de la Société Saint-Jean-Baptiste de la Mauricie
- 1985 -  Officier de l'Ordre du Canada
- 1988 - Médaille Gloire de l'Escolle
- 1988 -  Officier de la Légion d'honneur[7]
- 1993 - Prix Interamérica du Congrès des Amériques sur l'éducation internationale (CAEI)[8][source insuffisante]
- 1997 -  Officier de l'Ordre national du Québec[2]
- 2022 - Membre émérite de l’Ordre de l’excellence en éducation du Québec (à titre posthume)[9]
- Ordre belgo-hispanique[2],[10]
- Commandeur de l'Ordre du Mérite et Dévouement français[2]